# Christina von Sachsen (1461–1521)

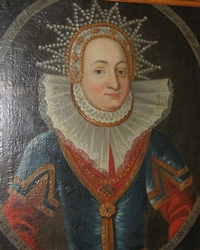
Königin Christine von Dänemark

Christine von Sachsen (* 25. Dezember 1461 in Torgau; † 8. Dezember 1521 in Odense) war eine sächsische Prinzessin aus der ernestinischen Linie des Hauses Wettin und durch Heirat Königin von Dänemark-Norwegen und Schweden, sowie Herzogin von Schleswig und Holstein.

## Leben
Christine war die älteste Tochter des Kurfürsten Ernst von Sachsen (1441–1486) aus dessen Ehe mit Elisabeth, Tochter des Herzogs Albrecht III. von Bayern-München.
Am 6. September 1478 heiratete Christine in Kopenhagen den dänischen Kronprinzen und späteren König Johann I. (1455–1513), dritter Sohn von Christian I. von Dänemark, dessen Kanzler Johannes Brockstorp, auch Erzdiakon von Lund, hatte die Prinzessin in Rostock in Empfang genommen und nach Kopenhagen geführt und im Jahr 1483 das Königspaar auch gekrönt. Seit 1497 war Johann auch König von Schweden. Christine wurde 1499 in Uppsala zur Königin gekrönt.
Um 1500 zog der königliche Hof nach Odense, da in Kopenhagen die Pest wütete. Während der schwedischen Erhebung des Svante Sture gegen König Johann flüchtete dieser aus Stockholm und ließ seine Gemahlin Christine im Schloss zurück, welches sie 8 Monate mutig verteidigte, aber am 9. Mai 1502 schließlich übergeben musste. Von den 1000 Mann Besatzung waren nur noch 70 am Leben, davon 60 verwundet. Der Königin wurde freies Geleit zugesichert, sie musste aber trotzdem einer Gefangenen gleich ein Jahr im Kloster Vadstena unter Bewachung zubringen, bis sie 1503 auf Vermittlung der Lübecker Ratsherren Hermann Messmann und Berend Bomhover freigelassen wurde. Während Christine in Stockholm belagert wurde, verheiratete der König die erst 16-jährige Tochter Elisabeth mit dem Kurfürsten Joachim I. von Brandenburg. Nach ihrer Rückkehr nach Dänemark lebte sie von ihrem Mann getrennt mit einer eigenen Hofhaltung in Næsbyhoved.
Nach dem Tod ihres Ehemanns wandte sich Christine an ihren Bruder Friedrich, um das Eheprojekt ihres Sohnes mit Erzherzogin Isabella zu beschleunigen. Eine nach Dänemark gesandte diplomatische Mission musste feststellen, dass Christines Sohn der Königin ihr zugesichertes Leibgedinge vorenthielt. Zwar waren die Mühen ihres Bruders die Heirat betreffend von Erfolg gekrönt, doch weigerte sich Christian II. weiterhin, seiner Mutter ihr Wittum zu überlassen.
Christine starb 1521 im Alter von 59 Jahren und wurde in der Sankt Knuds Kirke in Odense bestattet. Dort befindet sich heute der figurenreiche Schnitzaltar von Claus Berg, den sie für die mittlerweile abgerissene Odenser Franziskanerkirche stiftete und auf dem auch die Königsfamilie abgebildet ist.

## Nachkommen
Aus der Ehe mit Johann hatte Christine folgende Kinder:
- Johann (1479–1480)
- Ernst (1480–1480)
- Christian II. (1481–1559), König von Dänemark

⚭ 1515 Erzherzogin Isabella von Österreich (1501–1526)
- Jakob (1483–1566)
- Elisabeth (1485–1555)

⚭ 1502 Kurfürst Joachim I. Nestor von Brandenburg (1484–1535)
- Franz (1497–1511)